# Les Mohicans de Paris (série télévisée)
Pour l’article homonyme, voir Les Mohicans de Paris (roman).
Les Mohicans de Paris est un feuilleton télévisé français en 26 épisodes de 13 minutes, créé par André Cerf d'après le roman du même nom d'Alexandre Dumas. Réalisé par Gilles Grangier, il est diffusé à partir du 25 septembre 1973 sur la première chaîne de l'ORTF devenue TF1 en 1975. Au Canada, la série est diffusée dans un format étendu de 30 minutes, à partir du 25 mai 1976 sur la chaîne de Télévision de Radio-Canada.
La deuxième saison intitulée Salvator et les Mohicans de Paris est réalisée par Bernard Borderie et comprend huit épisodes de 55 minutes, diffusés à partir du 11 septembre 1975 française sur TF1.

## Synopsis
L'action du feuilleton commence en 1827, sous la Restauration. Roland de Valgeneuse (Robert Etcheverry), dit Salvator, aristocrate qui a été officier dans les armées de Napoléon, est demeuré bonapartiste. Il ambitionne d'abattre le régime ultra de Charles X, but qu'il partage avec la société secrète d'opposants qu'il a rejointe, la Charbonnerie. Afin de rétablir un régime impérial où règnerait l'Aiglon, il obtient de celui-ci, réfugié à Schönbrunn, un engagement écrit qui doit permettre à Salvator de mobiliser ses amis et de ramener en France le fils de Napoléon. Le chef de la police, Jackal (Guy Kerner), soutien actif et intelligent du régime, s'oppose par tous les moyens aux desseins des conspirateurs, et s'appuie sur le sombre Gibassier (André Valmy) et ses sbires. Pourchassé par ceux-ci, Salvator peut compter sur Hortense Fréval (Danielle Volle), la belle actrice du théâtre de la Porte-Saint-Martin, qui l'aide dans ses périlleuses aventures.

## Distribution

### Dans les deux saisons
- Robert Etcheverry : Roland de Valgeneuse
- Danielle Volle : Hortense Fréval
- André Valmy : Gibassier
- Guy Kerner : Jackal
- Georges Atlas : Maillochon
- Jean-Marie Robain : le comte
- Julia Dancourt : Chante Lilas
- Jacqueline Doyen : Léonie
- Roland Giraud : Georges
- France Valéry : l'Archiduchesse
- Robert Delarue : l'employé de l'Octroi
- Sylvain Lévignac : Taureau
- Jeanne Herviale : la mère Bordier
- Raymond Loyer : De Permont
- Gabriel Cinque : Warner

### Première saison seulement (1973)
- Fulbert Janin : Dumoulin
- Jean Mauvais : Cabet
- Dominique Minot : la dame
- Jurgens Doeres : Hellens
- Robert Vattier : Maître Barateau, le notaire
- Roger Trapp : un majordome
- Max Montavon : Limousin
- Marie-Lise Bomme : Carmélite
- Bernard Dhéran : Lorédan de Valgeneuse
- Nathalie Nerval : Régine de Valgeneuse
- Pierre Benedetti : l'employé d'Octroi
- René Lefèvre : Plantard
- Pierre Decazes : Justin
- François Gabriel : Hebert
- Jacques Danoville : Cariol
- Michel Fortin : Koechlin
- Alain Nobis : Guinard
- André Chazel : Delequine
- Jean-Louis Allibert : Germany
- Michel Pelletier : un policier
- Bernard Dumaine : un policier
- Catherine Ménétrier : la jeune fille
- Valérie Bousquet : Louison
- Michel Robin : Barthelemy
- Marcel Lupovici : Sarranti
- Robert Lombard : Hartmann
- Bernard Jeantet : Reichstadt
- Albert Michel : le greffe à la prison de Sainte Pélagie
- Jean Rupert : un policier
- Martine Géliot : la harpiste
- Jean Villatte : le flutiste
- Antoine Marin : l'aubergiste
- Daniel Vérité : le malfrat
- Daniel Dancourt : Colomban
- Fred Fisher : le ministre
- Charles Rolland : le geôlier
- Richard Saint-Bris : l'huissier

### Deuxième saison seulement (1975)
- Brigitte Fossey : Olympe de Rieul
- Jean Martinelli : Louis-Philippe Ier
- Jacques Toja : Dorval
- Bernard Giraudeau : Patrice
- Martine Kelly : Julie Armand
- Jean-François Poron : Louis-Napoléon
- Mony Dalmès : Duchesse de Berry
- Michel Vitold : Doppfer
- Jean Parédès : Harel
- Jacques Harden : Charette
- Bernard Lavalette : le Préfet
- Claire Maurier : Léonore
- Mireille Audibert : Eulalie
- Georges Berthomieu : Poupard
- Jacqueline Dufranne : Duguiguy
- Jacques Galland : Debray
- Pierre-François Pistorio : Duc de Nemours
- Philippe Lemaire : Fialin de Persigny
- André Valtier : le directeur de la prison
- Jean-Paul Tribout : le conspirateur Parisot
- Jacques Monod : le commissaire du Roi à Nantes
- Robert Le Béal : Dampierre

## DVD
- Les Mohicans de Paris bénéficient à partir du 2 juin 2010 d'une édition 2 DVD par la société Koba Vidéo.
- Salvator et les Mohicans de Paris bénéficient à partir du 8 juin 2011 d'une édition 2 DVD par la société Koba Vidéo.